# ساندرا هال
ساندرا هال (بالإنجليزية: Sandra Hall)‏ هي كاتبة غنائية أمريكية، ولدت في 1948 في أتلانتا في الولايات المتحدة.

## وصلات خارجية
- ساندرا هال على موقع ميوزك برينز (الإنجليزية)